# Capalbio
Capalbio ist eine Gemeinde mit 3753 Einwohnern (Stand 31. Dezember 2023) in der italienischen Provinz Grosseto, Region Toscana.

## Geografie

Lage von Capalbio in der Provinz Grosseto

Die Gemeinde erstreckt sich über rund 109 km². Sie liegt etwa 45 km südöstlich der Provinzhauptstadt Grosseto, rund 150 km südlich der Regionalhauptstadt Florenz und 6 Kilometer vom Tyrrhenischen Meer entfernt. Rom liegt ca. 108 km südöstlich. Capalbio ist Teil der Landschaft der Maremma und grenzt an die Region Lazio. Der Ort befindet sich zwischen den Flüssen Albegna und Fiora, aber keiner von ihnen berührt das Gemeindegebiet.
Zu den Ortsteilen (frazioni) gehören Borgo Carige (21 m, ca. 230 Einwohner), Capalbio Scalo (8 m, ca. 450 Einwohner), Chiarone Scalo (5 m, ca. 20 Einwohner), Giardino (12 m, ca. 15 Einwohner), La Torba (7 m, ca. 200 Einwohner), Pescia Fiorentina (75 m, ca. 40 Einwohner) und Selva Nera (11 m, ca. 20 Einwohner).
Die Nachbargemeinden sind Manciano, Montalto di Castro (VT) und Orbetello.

## Geschichte

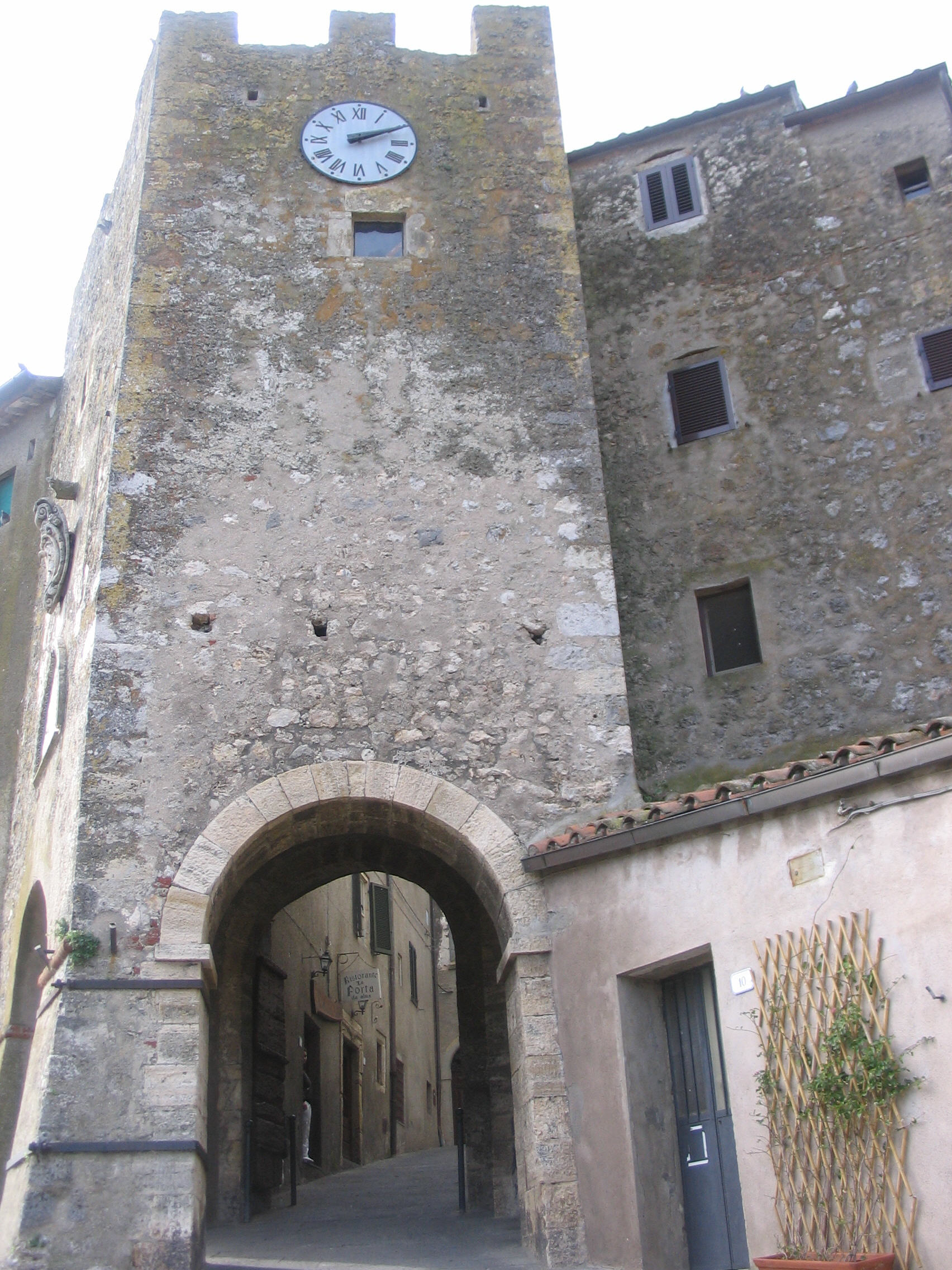
Haupttor Porta Senese von Capalbio

Die befestigte Siedlung war Teil einer Schenkung im Jahr 805 von Karl dem Großen an das Kloster Tre Fontane in Rom. Diese wurde von dem Sieneser Papst Alexander III. 1161 bestätigt. Kurz danach gelangte der Ort an die Familie der Grafen Aldobrandeschi, die bis ins 13. Jahrhundert herrschten. Zunächst gehörte er zur Familienlinie der Aldobrandeschi von Santa Fiora, dann ab 1272 derjenigen von Sovana-Pitigliano. Von 1312 bis 1318 unterstand Capalbio der Stadt Orvieto, dann den Orsini als Erben der Aldobrandeschi. Die Republik Siena übernahm die Herrschaft ab 1416. Nach der Sieneser Niederlage 1555 gegen Herzog Cosimo I. von Florenz wurde Capalbio Teil des Herzogtums Toskana, das ab 1569 Großherzogtum war. In diesem wurde der Ort zunächst Sovana, dann ab 1579 Saturnia unterstellt. Von 1842 an gehörte er zu Orbetello, von 1873 an zu Manciano. Seit 1960 ist Capalbio wieder eine eigenständige Gemeinde.

## Sehenswürdigkeiten
- Der historische Ortskern ist von einem begehbaren Mauerring umschlossen, auf dem im Sommer einige Restaurants zu finden sind. Der Gemeindekern ist gut erhalten.
- Größere Bekanntheit erlangte Capalbio durch den Bau des „Giardino dei Tarocchi“, eines Kunst-Parks, welcher von der französisch-amerikanischen Künstlerin Niki de Saint Phalle entworfen und umgesetzt wurde und mit welchem sie sich, ihren eigenen Worten nach, einen Lebenstraum erfüllte. Der Park liegt zwischen den Ortsteilen Borgo Carige und Pescia Fiorentina.
- Die Kirche Chiesa di San Nicola wurde im 12. Jahrhundert errichtet und 1466 stark verändert und vergrößert.[3] Die Fresken aus dem 15. Jahrhundert wurden erst 1936 wiederentdeckt und von Cesare Vagarini restauriert. Unter den Fresken befinden sich ein San Sebastiano Martire und eine Madonna col Bambino eines unbekannten Künstlers aus Umbrien. Die Kirche enthält zudem von Pietro Aldi das Gemälde San Nicola di Bari aus dem Jahr 1884.[4]
- Oratorio della Provvidenza, ein Oratorium kurz außerhalb der Stadtmauern. Es entstand als Kapelle und wurde 1792 wesentlich vergrößert. Mit dem Umbau wurde zudem der Hochaltar geschaffen, der mit dem Gemälde Madonna della Provvidenza von Pietro Calderoni ausgestattet wurde. Weitere Kunstwerke sind Fresken vom Anfang des 16. Jahrhunderts, die wahrscheinlich von Antonio del Massaro (Il Pastura genannt) stammen und die Madonna in trono e i Santi San Gerolamo e Sigismondo sowie die Santi Cosma e Damiano zeigen.[4]
- Cappella della Nunziatella, eine Kapelle nahe Torba.
- Die Rocca Aldobrandesca, auch Palazzo Collacchioni genannt, wurde von den Aldobrandeschi im 13. Jahrhundert als Burg errichtet.
- Die erste mittelalterliche Stadtmauer wurde im 11. und 12. Jahrhundert von den Aldobrandeschi erweitert. Die Sieneser vergrößerten diese ein weiteres Mal am Anfang des 15. Jahrhunderts.
- Torre di Buranaccio, ein Wachturm am Lago di Burano. Er wurde in der zweiten Hälfte des 16. Jahrhunderts zur Zeit des Stato dei Presidi durch die Spanier errichtet.[5]
- Castello di Capalbiaccio, eine Burgruine, 1400 m nordöstlich des Lago di San Floriano gelegen, auch Altricosto oder Tricosto genannt. Die Befestigung gehörte im 12. Jahrhundert dem römischen Kloster Tre Fontane und danach den Aldobrandeschi. 1416 eroberte die Republik Siena die Burg und zerstörte sie ein Jahr später.[5]
- Palazzo del Chiarone, auch Palazzo Boncompagni und Dogana pontificia del Chiarone genannt. Das Bauwerk an der Via Aurelia stammt aus dem 16. Jahrhundert und liegt am Fluss Chiarone an der Grenze zu Lazio. Es diente einst als Grenzstation zwischen dem Großherzogtum Toscana und dem Kirchenstaat.

## Natur
Ein charakteristisches Merkmal der Gemeindeteile sind die vielen agrarwirtschaftlich genutzten Flächen, die zum großen Teil Naturschutzgebiete sind. Im Gemeindegebiet liegen der langgestreckte Lago di Burano, der seit 1980 Naturschutzgebiet ist, sowie die kleineren Seen Lago di San Floriano, Lago Acquato, Lago di Marruchetone und das Biotop Biotopo dei Lagaccioli. Ein bekanntes Weinbaugebiet auf dem Gebiet von Capalbio heißt Monteverro.

## Verkehr
- Der Ort liegt mit dem Bahnhof Capalbio (Capalbio Scalo) an der Bahnstrecke Pisa–Rom. Die Station Chiarone (Chiarone Scalo) kurz vor der Regionalgrenze zu Lazio ist der letzte Bahnhof der Toskana. Heute für den Schienenverkehr stillgelegt, bedienen ihn nur noch Autobusse.
- Im südlichen Gemeindegebiet verlaufen die antike Via Aurelia und deren moderner Neubau, die Strada Statale 1 Via Aurelia.

## Weinbau
Unter dem Namen Capalbio DOC werden Rot-, Rosé- und Weißweine sowie Vin Santo vermarktet, die in der Gemeinde angebaut und vinifiziert wurden. Auch in den benachbarten Gemeinden Manciano, Magliano und Orbetello ist die Erzeugung unter diesem Namen gestattet. Es werden Verschnittweine (rot, weiß, rosé) erzeugt sowie fast sortenreine Weine (Vermentino, Sangiovese, Cabernet Sauvignon mit je 85 %).